# 李弘通
李弘通（？—948年1月26日？），又名李通，光州（今河南省信阳市潢川县）人，五代十国人物，为945年—947年割据福州的军阀李仁达之弟。
后晋开运三年（南唐保大四年，946年）四月（946年4月5日－5月3日），李仁达派遣李弘通率福州军1万讨伐泉州，结果在泉州城外大败于留从效率领的泉州军。
后汉天福十二年（947年）三月十四·己亥（947年4月7日），李仁达归附吴越。七月（947年7月21日—8月18日），李仁达前往杭州晋见吴越王钱弘倧，数月后才返回福州；李仁达不在时，李弘通担任“知福州留后”。十二月十三·癸巳（948年1月26日），吴越戍将鲍修让率军进攻李仁达的府第，杀死李仁达，并灭其族，李弘通可能也在此时被杀死。